# Guarda Fiscal
A Guarda Fiscal (GF) MHTE • MHC foi um corpo especial de tropas de Portugal, responsável pelo controlo fronteiriço e marítimo de pessoas e bens, pela prevenção de atos ilícitos e pela repressão de infrações e fraudes, sobretudo no âmbito fiscal e aduaneiro.
A Guarda Fiscal estava dependente, em tempo de paz, para efeitos operacionais de fiscalização, do Ministério das Finanças. Em caso de guerra, poderia passar para dependência das Forças Armadas, formando subunidades de combate, que seriam empregues, essencialmente, em ações de defesa de fronteira.

## História
A Guarda Fiscal foi formada em 17 de Setembro de 1885, tendo, por base, os Guarda-Barreiras, destacados da antiga Guarda Real da Polícia (depois Guarda Municipal) para o serviço fiscal e aduaneiro. Em 1993 a GF foi extinta como corpo independente, transformando-se na Brigada Fiscal, integrada na Guarda Nacional Republicana.
A 18 de Outubro de 1985 foi agraciada com o grau de Membro-Honorário da Ordem Militar da Torre e Espada, do Valor, Lealdade e Mérito e a 1 de Outubro de 1988 com o grau de Membro-Honorário da Ordem Militar de Cristo.

## Organização
Até à sua extinção, como corpo independente, a Guarda Fiscal seguia a organização estabelecida em 1886, a qual foi ligeiramente alterada em 1980. De acordo com a última organização, a Guarda Fiscal era comandada por um general do Exército Português e composta por cerca de 8500 militares e 100 civis, dispondo dos seguintes órgãos e unidades:
- Comando-Geral - em Lisboa;
- Batalhão n.º 1 - com comando em Lisboa, cobrindo a área da Região de Grande Lisboa;
- Batalhão n.º 2 - com comando em Évora, cobrindo a área da Região Militar do Sul;
- Batalhão n.º 3 - com comando no Porto, cobrindo a área da Região Militar do Norte;
- Batalhão n.º 4 - com comando em Coimbra, cobrindo a área da Região Militar do Centro;
- Companhia Independente n.º 1 - com comando no Funchal, cobrindo a área da Zona Militar da Madeira;
- Companhia Independente n.º 2 - com comando em Ponta Delgada, cobrindo a área do ex-distrito de Ponta Delgada (Ilhas de São Miguel e Santa Maria);
- Companhia Independente n.º 3 - com comando em Angra do Heroísmo, cobrindo a área do ex-distrito de Angra do Heroísmo (Ilhas Terceira, Graciosa e São Jorge); [2] ;
- Companhia Independente n.º 4 - com comando na Horta, cobrindo a área do ex-distrito da Horta (Ilhas do Faial, Pico, Flores e Corvo);
- Batalhão de Apoio de Serviços - em Lisboa;
- Centro de Instrução - em Queluz;
- Companhias - com sedes nas capitais de distrito ou outras localidades onde estivessem unidades militares, cobrindo, normalmente, a área do respectivo distrito;
- Secções - com sedes em localidades que favorecessem a acção de coordenação de diversos postos;
- Postos - guarnecendo postos fiscais, postos de controlo de passageiros, postos com missão de serviço especial, postos de serviço marítimo e outros órgãos que necessitassem da presença de elementos da Guarda Fiscal.

A 30 de Janeiro de 1922 o Batalhão N.º 10 da Guarda Fiscal foi feito Oficial da Ordem Militar da Torre e Espada, do Valor, Lealdade e Mérito.